# Laurin Schiegl
Laurin Schiegl (* 17. Juni 2007) ist ein deutscher Volleyballspieler.

## Karriere
Schiegl begann seine Karriere beim TSV Schmiden, mit dem er 2022 die deutsche U18-Meisterschaft gewann. Ab 2023 spielte der Libero mit den Barock Volleys MTV Ludwigsburg in der Zweiten Liga Süd. In der Saison 2024/25 gelang dem Verein der Aufstieg in die erste Liga. Auch 2025/26 spielt Schiegl für Ludwigsburg.